# Partido de Pellegrini
Partido de Pellegrini är en kommun i Argentina.   Den ligger i provinsen Buenos Aires, i den centrala delen av landet, 500 km väster om huvudstaden Buenos Aires. Antalet invånare är 6 030.
Trakten runt Partido de Pellegrini består till största delen av jordbruksmark. Runt Partido de Pellegrini är det mycket glesbefolkat, med 3 invånare per kvadratkilometer.